# Penny Pritzker
Penny Sue Pritzker (Chicago, 2 maggio 1959) è una politica, dirigente d'azienda e filantropa statunitense, segretaria al commercio durante la presidenza Obama dal 2013 al 2017.

## Biografia
Nata a Chicago, Penny è un'esponente della nota famiglia Pritzker, proprietaria della catena alberghiera di lusso Hyatt. Sin da bambina crebbe nell'ambiente imprenditoriale che la circondava e da ragazza studiò economia e legge nelle prestigiose università di Harvard e Stanford.
Subito dopo gli studi, la Pritzker trovò lavoro nel mondo degli affari e nel corso degli anni ricoprì svariati incarichi dirigenziali all'interno delle imprese dei Pritzker. Fu inoltre fondatrice di diverse società come la PSP Capital Partners e il Pritzker Realty Group.
Nel frattempo si dedicò anche ad attività filantropiche e di impegno sociale: fra le altre cose fu membro del Chicago Board of Education, presidente del consiglio d'amministrazione di Skills for America's Future (un'iniziativa dell'Aspen Institute) e presidente del museo di arte contemporanea di Chicago.
Fu anche coinvolta nella politica, inizialmente come finanziatrice e organizzatrice di eventi a scopo di raccolta fondi per varie campagne elettorali (sia per candidati repubblicani che per candidati democratici), poi come vera e propria consigliera politica per i democratici. Oltre ad essere membro del Council on Foreign Relations, la Pritzker è anche una delle più grandi collaboratrici dell'amministrazione Obama. Dopo essere stata una delle papabili nominate alla carica di segretario al Commercio nel 2008, Penny Pritzker riuscì ad ottenere l'incarico cinque anni dopo, nel giugno del 2013.
Secondo Forbes il patrimonio personale della Pritzker ammonta a 1,85 miliardi di dollari, mentre quello della famiglia è pari a 15 miliardi di dollari.

## Vita privata
È sposata con Bryan Taubert, di professione oculista, da cui ha avuto due figli.
Il fratello Jay Robert è l'attuale Governatore dell'Illinois, eletto nel 2018.